# Gebhard II. von Grögling
Gebhard II. von Grögling († 17. März 1149) war Fürstbischof von Eichstätt von 1125 bis 1149.

## Herkunft
Gebhard II. stammte aus dem Grafengeschlecht der von Grögling. Namensgebender Ort ist Grögling bei Dietfurt an der Altmühl, heute im Oberpfälzer Landkreis Neumarkt in der Oberpfalz. Die Familie nahm unter Hartwig von Grögling-Dollnstein den Namen Hirschberg an. Bischof Hartwig war der Neffe Gebhards II.

## Leben
Gebhard II. von Grögling nahm an zahlreichen Reichstagen und Synoden im Reich teil. Zusammen mit dem Würzburger Elekten Gebhard von Henneberg besuchte er eine Provinzialsynode in Mainz, dennoch verzögerte sich seine Bestätigung, da er beim Empfang der Regalien durch König Lothar III. noch als Elekt bezeichnet wurde. Der Empfang der Regalien geschah am 27. November 1125 in Regensburg, wo Gebhardt II. auch als Fürsprecher des Augsburger Bischofs Hermann von Vohburg erwähnt wurde.
Von Papst Eugen III. aufgefordert, begann er das Stift Heidenheim in ein Kloster zurückzuführen und stieß dabei auf den Widerstand der Geistlichen und deren adeliger Verwandtschaft. Dieses Kräftemessen war eine der Ursachen für die Resignation seines Nachfolgers Burchard.